# Tống quý nhân (Hán Chương Đế)
Hán Chương Đế Tống quý nhân (chữ Hán: 漢章帝宋貴人, ? - 82), thụy hiệu Kính Ẩn hoàng hậu (敬隱皇后), là phi tần của Hán Chương Đế Lưu Đát.
Bà sinh ra Thanh Hà Hiếu vương Lưu Khánh, từng là Hoàng thái tử cho đến khi bị Chương Đức Đậu hoàng hậu hãm hại phế truất. Thanh Hà Hiếu vương là thân phụ của Hán An Đế Lưu Hỗ, do đó bà là tổ mẫu của Hán An Đế. Bà chưa từng là Hoàng hậu, thụy hiệu của bà là do Hán An Đế truy tặng. Sang thời Hán Hiến Đế thì bị phế đi.

## Tiểu sử
Tống Quý nhân nguyên là người Bình Lăng, quận Phù Phong (nay là Bảo Kê, Thiểm Tây), cháu 8 đời của Trung úy thời Tây Hán là Tống Xương (宋昌), thời Hán Văn Đế nhậm Trung úy, tước Tráng Vũ hầu (壯武侯), sau lại tội nên bị truất thành Quan nội hầu. Cha bà là Tống Dương (宋楊), có cô mẫu là ngoại tổ mẫu của Minh Đức Mã hoàng hậu. Khi đó Mã Thái hậu nghe nói nhà họ Tống có hai cô con gái có tài sắc, bèn triệu vào Dịch đình.
Khoảng năm cuối niên hiệu Vĩnh Bình (75), cả hai chị em vào hậu cung của Thái tử Lưu Đát, rất được sủng ái. Khi Thái tử kế vị, cả hai đều được phong làm Quý nhân. Năm Kiến Sơ thứ 3 (78), Tống Quý nhân sinh trưởng tử cho Hán Chương Đế là Lưu Khánh (劉慶).
Mã Thái hậu yêu quý Tống Quý nhân, yêu cầu Hán Chương Đế lập Lưu Khánh làm Thái tử, do đó Tống Dương nhậm chức Nghị lang. Tống Quý nhân có hiểu biết lại hiền huệ, hầu cận trong Trường Lạc cung, rất được Mã Thái hậu yêu quý. Hoàng hậu của Hán Chương Đế là Đậu thị đang thịnh sủng nhưng không có con, bèn chọn con trai Lương Quý nhân là Hoàng tử Lưu Triệu làm con nuôi, hòng học tập theo Mã Thái hậu nhận nuôi Hán Chương Đế trước đó. Sau Mã Thái hậu băng, Đậu hoàng hậu lên kế hoạch phế truất Tống quý nhân và Thái tử Lưu Khánh. Bà bí mật nhờ anh là Đậu Hiến thu thập các bằng chứng phạm tội của nhà họ Tống, đồng thời mua chuộc các cung nữ, hoạn quan bên phía Tống Quý nhân.
Năm Kiến Sơ thứ 7 (82), Tống Quý nhân lâm bệnh, cơn bệnh khiến bà rất thèm Chi Tơ hồng nên yêu cầu gia đình đưa vào cung. Nhân đó, Đậu hoàng hậu tố cáo Tống quý nhân đưa vật lạ vào cung để làm trò phù thủy. Các Hoàng đế nhà Hán sau sự kiện của Hán Vũ Đế, đã rất nhạy cảm đến chuyện đồng cốt, pháp sư ở trong cung, việc này khiến Hán Chương Đế nổi trận lôi đình, liền phế truất Thái tử Lưu Khánh thành Thanh Hà vương (清河王). Tống Quý nhân cùng người em gái bị phế và bị giải vào ngục và bị ép uống rượu độc tự vẫn. Hán Chương Đế nghe tin thương cảm, sai người an táng tử tế ở Phiền Trạc tụ (樊濯聚).

## Truy tôn
Sau cái chết của Hán Hòa Đế, con trai của Thanh Hà Hiếu vương Lưu Khánh là Lưu Hỗ được Đặng Thái hậu đón vào triều để kế vị, tức Hán An Đế.
Sau khi Đặng Thái hậu băng hà, Hán An Đế tự mình thân chính, bắt đầu truy tặng thân thuộc. Ông truy cha đẻ Thanh Hà Hiếu vương Lưu Khánh làm Hiếu Đức hoàng (孝德皇), do đó truy tặng tổ mẫu Tống Quý nhân thụy hiệu là Kính Ẩn hoàng hậu (敬隱皇后). An Đế cũng mua thêm viên ấp, truy tặng Tống Dương làm Đương Dương hầu, thụy Mục, 4 người con trai khác của Dương cũng truy tặng Liệt hầu hết.
Năm Sơ Bình nguyên niên (190), hữu ti tấu thỉnh:"Hòa Đế Mục Tông, An Đế Cung Tông, Thuận Đế Kính Tông, Hoàn Đế Uy Tông, vô đức vô công, không thể xưng Tông. Còn có Cung Hoài hoàng hậu, Kính Ẩn hoàng hậu, Cung Mẫn hoàng hậu không phải chính đích, không hợp gọi là Hậu, xin triệt từ tôn hiệu.". Hán Hiến Đế phê chuẩn.